# Кім Юн Мі (хокеїстка на траві)
Кім Юн Мі (1980) — південнокорейська хокеїстка на траві.
Срібна призерка Азійських ігор 2002 року.